# Паоло Бизи
Паоло Бизи (итал. Paolo Bisi; Пјаченца, 27. септембар 1964) је италијански цртач стрипова и илустратор, најпознатији по раду на серијалима „Мистер Но“ и Загор.

## Биографија
Бизи је дебитовао у стрипу 1981. године, победивши на националном италијанском такмичењу за младог стрипског аутора „Pierrlamibichi“ за стрипове у Прату.
Након што је дипломирао на Уметничком институту у Парми на одсеку рекламне графике, у раздобљу 1987-1983. радио је као сторибордиста и цртач за огласне агенције у Милану. Такође је радио као илустратор за дечје књиге за куће „Пиколи“ и „Булгарини“.
Почетком деведесетих враћа се стрипу. Сарађивао је са сценаристом Марчелом Тонинелијем, на причи „La casa dei fantasmi“ у Дарк магазин (издавача „Граната Прес“). Затим по сценарију Аде Капонеа црта Requiem („Интрепидо“ и „Либерти паблишерс“), а за издавача „Стар Комикс“ црта две епизоде серијала „Лазарус Лед“. 
У издавачкој кући Серђо Бонели едиторе почиње да ради 1996. године, на серијалу „Мистер Но“, кога ће цртати све до 2005. године, када започиње рад на серијалу „Загор“.
Такође је радио за француску кућу „Глена“ на серијалу од три албума „Менсон“, о серијском убици Чарлсу Менсону.